# Super motanul
Super motanul (în engleză Top Cat) este un desen animat produs de Hanna-Barbera Productions. Cele 30 de episoade au fost difuzate din 27 septembrie 1961 până pe 18 aprilie 1962, pe ABC. Reluările au fost difuzate pe canalul de desene animate Boomerang și Cartoon Network.
Super-motanul mai apare, sub alt format, în serialul animat american Yogi și vânătoarea de comori (1985-1988) și în filmul american Top Cat și motanii din Beverly Hills (1988).

## Despre serial
Undeva într-o alee din New York, Super motanul (S.M.) pune la cale tot felul de planuri trăsnite în veșnicele sale încercări de a face bani din nimic. Fiind mereu cu un pas înaintea polițistului Dibble, Super motanul încearcă tot ce se poate ca să se aleagă cu niște bani nemunciți. Noroc că pisicile au nouă vieți, pentru că fiind atât de talentat la crearea de probleme, Super motanul are nevoie de fiecare dintre ele!

## Personaje

### Super motanul
Este cel mai inteligent motan din oraș. Super motanul este plin de farmec, clasă și planuri în orice împrejurare. Împreună cu gașca lui de prieteni felini, Super motanul este Președintele comitetului pisicilor vagabonde, admirat de toți în afară de Polițistul Dibble. Chiar dacă trăiește într-un tomberon dintr-o alee murdară, Super motanul are cu siguranță țeluri înalte.

### Polițistul Dibble
Bietul Polițist Dibble ! Super motanul coace atât de multe planuri, încât se pare că Polițistul Dibble nu va avea niciodată parte de liniște. Deși Polițistul Dibble încearcă să fie cu ochii pe Super motanul, adesea nu face decât să joace un rol în cea mai recentă stratagemă de îmbogățire a lui Super motanul. Chiar și așa, lui Super motanul îi este drag de bietul polițist, dar îi este și mai drag de telefonul poliției !

### Spionul
Spionul este principalul aliat șmecher al lui Super motanul. Super motanul se poate baza pe Spionul ca să rezolve orice problemă care se ivește în planurile lui. Singura problemă este că Super motanul abia dacă înțelege două vorbe din ce spune zăpăcitul de Spionul!

### Dichisitul
Deși Super motanul este cea mai la modă felină, Dichisitul îl urmează îndeaproape cu eșarfa sa albă elegantă. Super motanul e înnebunit după bani, iar Dichisitul este înnebunit după fete. Dichisitul face parte din echipa disperată după bani a lui Super motanul, dar își petrece tot timpul liber căutând iubirea fix unde nu trebuie.

### Istețul
Isteț după nume, dar nu și din fire. Lui Super motanul îi place de Istețul, dar nu prea știe de ce. Istețul vorbește greu și se pierde ușor, iar singurul lucru de care poți fi sigur în privința lui este că va da peste cap orice misiune pe care i-o încredințează Super motanul.

### Choo-Choo
Super motanul îl privește pe Chooch ca pe un secund al său. Motanul roz locuiește la Secția de pompieri din zonă, dar este oricând gata să răspundă când Super motanul îi cheamă bătând din două capace de tomberon. Adesea, Choo-Choo nu înțelege nimic din planurile nebunești ale lui Super motanul, dar este totuși de acord cu ele. știe că Super motanul este cel mai deștept motan din oraș, chiar dacă din cauza planurilor sale, Choo-Choo ajunge mereu să fie hăituit de Dibble !

### Benny Bilă
Prietenul cu blană albăstruie al lui Super motanul nu este cel mai inteligent motan din câți s-au văzut, dar este foarte bun la suflet. Benny Bilă îl admiră pe Super motanul, dar uneori nu este de acord cu purtarea lui față de bietul Polițist Dibble. Dacă Super motanul ar avea o conștiință, aceasta ar semăna cu Benny Bilă. 

## Episoade
Nu toate episoadele au fost dublate în limba română.
| Nr       | Titlu român                      | Titlu englez                    |  |
| -------- | -------------------------------- | ------------------------------- |  |
|          |                                  |                                 |  |
| SERIALUL |                                  |                                 |  |
|          |                                  |                                 |  |
| 01       | Hawaii, venim !                  | Hawaii Here We Come             |  |
|          |                                  |                                 |  |
| 02       | Maharajahul de Pookajee          | Maharajah of Pookajee           |  |
|          |                                  |                                 |  |
| 03       | Totul despre Jazz                | All That Jazz                   |  |
|          |                                  |                                 |  |
| 04       | [Ziua cursei]                    | The $1,000,000 Derby            |  |
|          |                                  |                                 |  |
| 05       | Violonistul                      | The Violin Player               |  |
|          |                                  |                                 |  |
| 06       | Moștenitorul lipsă               | The Missing Heir                |  |
|          |                                  |                                 |  |
| 07       | Super-motanul se îndrăgostește   | Top Cat Falls In Love           |  |
|          |                                  |                                 |  |
| 08       | Vizita unei mame                 | A Visit From Mother             |  |
|          |                                  |                                 |  |
| 09       | [Un film realist]                | Naked Town                      |  |
|          |                                  |                                 |  |
| 10       | Super-motanul devine sergent     | Sergeant Top Cat                |  |
|          |                                  |                                 |  |
| 11       | [Dragoste periculoasă]           | Choo-Choo’s Romance             |  |
|          |                                  |                                 |  |
| 12       | [Zănaticii]                      | The Unscratchables              |  |
|          |                                  |                                 |  |
| 13       | [Gașca]                          | Rafeefleas                      |  |
|          |                                  |                                 |  |
| 14       | [Magnatul]                       | The Tycoon                      |  |
|          |                                  |                                 |  |
| 15       | Lunga iarnă fierbinte            | The Long Hot Winter             |  |
|          |                                  |                                 |  |
| 16       | Cazul furnicarului dispărut      | The Case of the Absent Anteater |  |
|          |                                  |                                 |  |
| 17       | [Suflet de bebeluș]              | T.C. Minds the Baby             |  |
|          |                                  |                                 |  |
| 18       | Adio, domnule Dibble             | Farewell, Mr Dibble             |  |
|          |                                  |                                 |  |
| 19       | Marele tur de inspecție          | The Grand Tour                  |  |
|          |                                  |                                 |  |
| 20       | [Înșelăciune de aur]             | The Golden Fleec                |  |
|          |                                  |                                 |  |
| 21       | Maimuța spațială                 | Space Monkey                    |  |
|          |                                  |                                 |  |
| 22       | [Sfârșitul Super-motanului]      | The Late T.C.                   |  |
|          |                                  |                                 |  |
| 23       | Ziua de naștere a lui Dibble     | Dibble’s Birthday               |  |
|          |                                  |                                 |  |
| 24       | Choo-Choo e îndrăgostit          | Choo-Choo Goes Ga-Ga            |  |
|          |                                  |                                 |  |
| 25       | Rege pentru o zi                 | King for a Day                  |  |
|          |                                  |                                 |  |
| 26       | [Escrocii]                       | The Con Men                     |  |
|          |                                  |                                 |  |
| 27       | [Recordul cel nou al Santinelei] | Dibble Breaks the Record        |  |
|          |                                  |                                 |  |
| 28       | Dibble cântărețul                | Dibble Sings Again              |  |
|          |                                  |                                 |  |
| 29       | Griswold [sau Codrul]            | Griswold                        |  |
|          |                                  |                                 |  |
| 30       | [Dublura Santinelei]             | Dibble’s Double                 |  |
|          |                                  |                                 |  |